# Biathlon-Europacup 2005/06
Der Biathlon-Europacup 2005/06 wurde wie auch schon in den Saisonen zuvor als Unterbau zum Biathlon-Weltcup 2005/06 veranstaltet. Startberechtigt waren Starter und Starterinnen aller Kontinente.

## Ergebnisse Damen-Wettbewerbe
| 1. Europacup in Obertilliach, 3. Dezember 2005 – 4. Dezember 2005 | 1. Europacup in Obertilliach, 3. Dezember 2005 – 4. Dezember 2005 | 1. Europacup in Obertilliach, 3. Dezember 2005 – 4. Dezember 2005 | 1. Europacup in Obertilliach, 3. Dezember 2005 – 4. Dezember 2005 | 1. Europacup in Obertilliach, 3. Dezember 2005 – 4. Dezember 2005 |
| ----------------------------------------------------------------- | ----------------------------------------------------------------- | ----------------------------------------------------------------- | ----------------------------------------------------------------- | ----------------------------------------------------------------- |
| Datum                                                             | Disziplin                                                         | Erster Platz                                                      | Zweiter Platz                                                     | Dritter Platz                                                     |
| 3. Dezember 2005 (Sa.)                                            | Einzel (15 km)                                                    | Romy Beer                                                         | Sabrina Buchholz                                                  | Julie Bonnevie-Svendsen                                           |
| 4. Dezember 2005 (So.)                                            | Sprint (7,5 km)                                                   | Rachel Steer                                                      | Magdalena Neuner                                                  | Anna Bulygina                                                     |

| 2. Europacup in Obertilliach, 10. Dezember 2005 – 11. Dezember 2005 | 2. Europacup in Obertilliach, 10. Dezember 2005 – 11. Dezember 2005 | 2. Europacup in Obertilliach, 10. Dezember 2005 – 11. Dezember 2005 | 2. Europacup in Obertilliach, 10. Dezember 2005 – 11. Dezember 2005 | 2. Europacup in Obertilliach, 10. Dezember 2005 – 11. Dezember 2005 |
| ------------------------------------------------------------------- | ------------------------------------------------------------------- | ------------------------------------------------------------------- | ------------------------------------------------------------------- | ------------------------------------------------------------------- |
| Datum                                                               | Disziplin                                                           | Erster Platz                                                        | Zweiter Platz                                                       | Dritter Platz                                                       |
| 10. Dezember 2005 (Sa.)                                             | Sprint (7,5 km)                                                     | Anastasia Schipulina                                                | Julija Makarowa                                                     | Julie Carraz-Collin                                                 |
| 11. Dezember 2005 (So.)                                             | Verfolgung (10 km)                                                  | Julija Makarowa                                                     | Anna Sorokina                                                       | Ute Niziak                                                          |

| 3. Europacup in Rosenau, 16. Dezember 2005 – 17. Dezember 2005 | 3. Europacup in Rosenau, 16. Dezember 2005 – 17. Dezember 2005 | 3. Europacup in Rosenau, 16. Dezember 2005 – 17. Dezember 2005 | 3. Europacup in Rosenau, 16. Dezember 2005 – 17. Dezember 2005 | 3. Europacup in Rosenau, 16. Dezember 2005 – 17. Dezember 2005 |
| -------------------------------------------------------------- | -------------------------------------------------------------- | -------------------------------------------------------------- | -------------------------------------------------------------- | -------------------------------------------------------------- |
| Datum                                                          | Disziplin                                                      | Erster Platz                                                   | Zweiter Platz                                                  | Dritter Platz                                                  |
| 16. Dezember 2005 (Fr.)                                        | Sprint (7,5 km)                                                | Magdalena Neuner                                               | Julija Makarowa                                                | Olga Anissimowa                                                |
| 17. Dezember 2005 (Sa.)                                        | Verfolgung (10 km)                                             | Magdalena Neuner                                               | Julija Makarowa                                                | Anastasia Schipulina                                           |

| 4. Europacup in Altenberg, 14. Januar 2006 – 15. Januar 2006 | 4. Europacup in Altenberg, 14. Januar 2006 – 15. Januar 2006 | 4. Europacup in Altenberg, 14. Januar 2006 – 15. Januar 2006 | 4. Europacup in Altenberg, 14. Januar 2006 – 15. Januar 2006 | 4. Europacup in Altenberg, 14. Januar 2006 – 15. Januar 2006 |
| ------------------------------------------------------------ | ------------------------------------------------------------ | ------------------------------------------------------------ | ------------------------------------------------------------ | ------------------------------------------------------------ |
| Datum                                                        | Disziplin                                                    | Erster Platz                                                 | Zweiter Platz                                                | Dritter Platz                                                |
| 14. Januar 2006 (Sa.)                                        | Sprint (7,5 km)                                              | Anna Bulygina                                                | Ann Kristin Flatland                                         | Romy Beer                                                    |
| 15. Januar 2006 (So.)                                        | Verfolgung (10 km)                                           | Jenny Adler                                                  | Anna Bulygina                                                | Julie Carraz-Collin                                          |

| 5. Europacup in Ridnaun, 19. Januar 2006 – 21. Januar 2006 | 5. Europacup in Ridnaun, 19. Januar 2006 – 21. Januar 2006 | 5. Europacup in Ridnaun, 19. Januar 2006 – 21. Januar 2006          | 5. Europacup in Ridnaun, 19. Januar 2006 – 21. Januar 2006 | 5. Europacup in Ridnaun, 19. Januar 2006 – 21. Januar 2006                      |
| ---------------------------------------------------------- | ---------------------------------------------------------- | ------------------------------------------------------------------- | ---------------------------------------------------------- | ------------------------------------------------------------------------------- |
| Datum                                                      | Disziplin                                                  | Erster Platz                                                        | Zweiter Platz                                              | Dritter Platz                                                                   |
| 19. Januar 2006 (Do.)                                      | Einzel (15 km)                                             | Julija Makarowa                                                     | Katja Beer                                                 | Anna Bulygina                                                                   |
| 20. Januar 2006 (Fr.)                                      | Sprint (7,5 km)                                            | Anna Bulygina                                                       | Jenny Adler                                                | Katja Beer                                                                      |
| 21. Januar 2006 (Sa.)                                      | Staffel (4 × 6 km)                                         | RusslandAnna Bulygina Olga Anissimowa Anna Sorokina Julija Makarowa | DeutschlandJenny Adler Romy Beer Ute Niziak Katja Beer     | BelarusTazzjana Schyntar Ljudmila Kalintschyk Ksenija Sikunkowa Ljudmila Ananka |

| 6. Europacup in Martell, 11. März 2006 – 12. März 2006 | 6. Europacup in Martell, 11. März 2006 – 12. März 2006 | 6. Europacup in Martell, 11. März 2006 – 12. März 2006 | 6. Europacup in Martell, 11. März 2006 – 12. März 2006 | 6. Europacup in Martell, 11. März 2006 – 12. März 2006 |
| ------------------------------------------------------ | ------------------------------------------------------ | ------------------------------------------------------ | ------------------------------------------------------ | ------------------------------------------------------ |
| Datum                                                  | Disziplin                                              | Erster Platz                                           | Zweiter Platz                                          | Dritter Platz                                          |
| 11. März 2006 (Sa.)                                    | Sprint (7,5 km)                                        | Magdalena Neuner                                       | Sabrina Buchholz                                       | Katja Haller                                           |
| 12. März 2006 (So.)                                    | Verfolgung (10 km)                                     | Sabrina Buchholz                                       | Anne Preußler                                          | Katja Haller                                           |

| 7. Europacup in Gurnigel, 16. März 2006 – 18. März 2006 | 7. Europacup in Gurnigel, 16. März 2006 – 18. März 2006 | 7. Europacup in Gurnigel, 16. März 2006 – 18. März 2006 | 7. Europacup in Gurnigel, 16. März 2006 – 18. März 2006 | 7. Europacup in Gurnigel, 16. März 2006 – 18. März 2006 |
| ------------------------------------------------------- | ------------------------------------------------------- | ------------------------------------------------------- | ------------------------------------------------------- | ------------------------------------------------------- |
| Datum                                                   | Disziplin                                               | Erster Platz                                            | Zweiter Platz                                           | Dritter Platz                                           |
| 16. März 2006 (Do.)                                     | Sprint (7,5 km)                                         | Nicole Pfluger                                          | Selina Gasparin                                         | Agnieszka Grzybek                                       |
| 17. März 2006 (Fr.)                                     | Verfolgung (10 km)                                      | Nicole Pfluger                                          | Agnieszka Grzybek                                       | Selina Gasparin                                         |
| 18. März 2006 (Sa.)                                     | Massenstart (10 km)                                     | Nicole Pfluger                                          | Selina Gasparin                                         | Agnieszka Grzybek                                       |

### Gesamtwertung
Nach 17 von 17 Rennen
| Platz | Sportler            | Land        | Punkte |
| ----- | ------------------- | ----------- | ------ |
| 1     | Olga Anissimowa     | Russland    | 379    |
| 2     | Romy Beer           | Deutschland | 370    |
| 3     | Anna Bulygina       | Russland    | 346    |
| 4     | Julija Makarowa     | Russland    | 321    |
| 5     | Nicole Pfluger      | Österreich  | 311    |
| 6     | Magdalena Neuner    | Deutschland | 297    |
| 7     | Anne-Laure Mignerey | Frankreich  | 284    |
| 8     | Jenny Adler         | Deutschland | 274    |
| 9     | Ute Niziak          | Deutschland | 272    |
| 10    | Sabrina Buchholz    | Deutschland | 234    |

## Ergebnisse Herren-Wettbewerbe
| 1. Europacup in Obertilliach, 3. Dezember 2005 – 4. Dezember 2005 | 1. Europacup in Obertilliach, 3. Dezember 2005 – 4. Dezember 2005 | 1. Europacup in Obertilliach, 3. Dezember 2005 – 4. Dezember 2005 | 1. Europacup in Obertilliach, 3. Dezember 2005 – 4. Dezember 2005 | 1. Europacup in Obertilliach, 3. Dezember 2005 – 4. Dezember 2005 |
| ----------------------------------------------------------------- | ----------------------------------------------------------------- | ----------------------------------------------------------------- | ----------------------------------------------------------------- | ----------------------------------------------------------------- |
| Datum                                                             | Disziplin                                                         | Erster Platz                                                      | Zweiter Platz                                                     | Dritter Platz                                                     |
| 3. Dezember 2005 (Sa.)                                            | Einzel (20 km)                                                    | Oleksij Korobejnikow                                              | Anstein Mykland                                                   | Jon Kristian Svaland                                              |
| 4. Dezember 2005 (So.)                                            | Sprint (10 km)                                                    | Dmitri Jaroschenko                                                | John Ola Ulset                                                    | Emil Hegle Svendsen                                               |

| 2. Europacup in Obertilliach, 10. Dezember 2005 – 11. Dezember 2005 | 2. Europacup in Obertilliach, 10. Dezember 2005 – 11. Dezember 2005 | 2. Europacup in Obertilliach, 10. Dezember 2005 – 11. Dezember 2005 | 2. Europacup in Obertilliach, 10. Dezember 2005 – 11. Dezember 2005 | 2. Europacup in Obertilliach, 10. Dezember 2005 – 11. Dezember 2005 |
| ------------------------------------------------------------------- | ------------------------------------------------------------------- | ------------------------------------------------------------------- | ------------------------------------------------------------------- | ------------------------------------------------------------------- |
| Datum                                                               | Disziplin                                                           | Erster Platz                                                        | Zweiter Platz                                                       | Dritter Platz                                                       |
| 10. Dezember 2005 (Sa.)                                             | Sprint (10 km)                                                      | Dmitri Jaroschenko                                                  | Anstein Mykland                                                     | Michail Kotschkin                                                   |
| 11. Dezember 2005 (So.)                                             | Verfolgung (12,5 km)                                                | Anstein Mykland                                                     | Alexei Tschurin                                                     | Dmitri Jaroschenko                                                  |

| 3. Europacup in Rosenau, 16. Dezember 2005 – 17. Dezember 2005 | 3. Europacup in Rosenau, 16. Dezember 2005 – 17. Dezember 2005 | 3. Europacup in Rosenau, 16. Dezember 2005 – 17. Dezember 2005 | 3. Europacup in Rosenau, 16. Dezember 2005 – 17. Dezember 2005 | 3. Europacup in Rosenau, 16. Dezember 2005 – 17. Dezember 2005 |
| -------------------------------------------------------------- | -------------------------------------------------------------- | -------------------------------------------------------------- | -------------------------------------------------------------- | -------------------------------------------------------------- |
| Datum                                                          | Disziplin                                                      | Erster Platz                                                   | Zweiter Platz                                                  | Dritter Platz                                                  |
| 16. Dezember 2005 (Fr.)                                        | Sprint (10 km)                                                 | Jörn Wollschläger                                              | Andrei Makowejew                                               | Jože Poklukar                                                  |
| 17. Dezember 2005 (Sa.)                                        | Verfolgung (12,5 km)                                           | Dmitri Jaroschenko                                             | Jörn Wollschläger                                              | Andrei Makowejew                                               |

| 4. Europacup in Altenberg, 14. Januar 2006 – 15. Januar 2006 | 4. Europacup in Altenberg, 14. Januar 2006 – 15. Januar 2006 | 4. Europacup in Altenberg, 14. Januar 2006 – 15. Januar 2006 | 4. Europacup in Altenberg, 14. Januar 2006 – 15. Januar 2006 | 4. Europacup in Altenberg, 14. Januar 2006 – 15. Januar 2006 |
| ------------------------------------------------------------ | ------------------------------------------------------------ | ------------------------------------------------------------ | ------------------------------------------------------------ | ------------------------------------------------------------ |
| Datum                                                        | Disziplin                                                    | Erster Platz                                                 | Zweiter Platz                                                | Dritter Platz                                                |
| 14. Januar 2006 (Sa.)                                        | Sprint (10 km)                                               | Dmitri Jaroschenko                                           | Hans Martin Gjedrem                                          | Frédéric Jean                                                |
| 15. Januar 2006 (So.)                                        | Verfolgung (12,5 km)                                         | Steve Renner                                                 | Hans Martin Gjedrem                                          | Frédéric Jean                                                |

| 5. Europacup in Ridnaun, 19. Januar 2006 – 21. Januar 2006 | 5. Europacup in Ridnaun, 19. Januar 2006 – 21. Januar 2006 | 5. Europacup in Ridnaun, 19. Januar 2006 – 21. Januar 2006           | 5. Europacup in Ridnaun, 19. Januar 2006 – 21. Januar 2006                | 5. Europacup in Ridnaun, 19. Januar 2006 – 21. Januar 2006                            |
| ---------------------------------------------------------- | ---------------------------------------------------------- | -------------------------------------------------------------------- | ------------------------------------------------------------------------- | ------------------------------------------------------------------------------------- |
| Datum                                                      | Disziplin                                                  | Erster Platz                                                         | Zweiter Platz                                                             | Dritter Platz                                                                         |
| 19. Januar 2006 (Do.)                                      | Einzel (20 km)                                             | Carsten Pump                                                         | Yann Debayle                                                              | Alexei Solowjow                                                                       |
| 20. Januar 2006 (Fr.)                                      | Sprint (10 km)                                             | Sergei Baschkirow                                                    | Christoph Knie                                                            | Sergio Bonaldi                                                                        |
| 21. Januar 2006 (Sa.)                                      | Staffel (4 × 7,5 km)                                       | DeutschlandSteve Renner Sven Kretzschmar Carsten Pump Christoph Knie | RusslandAlexei Kobelew Alexei Solowjow Andrei Prokunin Dmitri Jaroschenko | NorwegenAnstein Mykland Hans Martin Gjedrem Jon Kristian Svaland Tor Halvor Bjørnstad |

| 6. Europacup in Martell, 11. März 2006 – 12. März 2006 | 6. Europacup in Martell, 11. März 2006 – 12. März 2006 | 6. Europacup in Martell, 11. März 2006 – 12. März 2006 | 6. Europacup in Martell, 11. März 2006 – 12. März 2006 | 6. Europacup in Martell, 11. März 2006 – 12. März 2006 |
| ------------------------------------------------------ | ------------------------------------------------------ | ------------------------------------------------------ | ------------------------------------------------------ | ------------------------------------------------------ |
| Datum                                                  | Disziplin                                              | Erster Platz                                           | Zweiter Platz                                          | Dritter Platz                                          |
| 11. März 2006 (Sa.)                                    | Sprint (10 km)                                         | Paolo Longo                                            | Sergio Bonaldi                                         | Christian Hofer                                        |
| 12. März 2006 (So.)                                    | Verfolgung (12,5 km)                                   | Tanguy Roche                                           | Christian Hofer                                        | Mattia Cola                                            |

| 7. Europacup in Gurnigel, 16. März 2006 – 18. März 2006 | 7. Europacup in Gurnigel, 16. März 2006 – 18. März 2006 | 7. Europacup in Gurnigel, 16. März 2006 – 18. März 2006 | 7. Europacup in Gurnigel, 16. März 2006 – 18. März 2006 | 7. Europacup in Gurnigel, 16. März 2006 – 18. März 2006 |
| ------------------------------------------------------- | ------------------------------------------------------- | ------------------------------------------------------- | ------------------------------------------------------- | ------------------------------------------------------- |
| Datum                                                   | Disziplin                                               | Erster Platz                                            | Zweiter Platz                                           | Dritter Platz                                           |
| 16. März 2006 (Do.)                                     | Sprint (10 km)                                          | Roland Zwahlen                                          | Frédéric Jean                                           | Hans-Peter Foidl                                        |
| 17. März 2006 (Fr.)                                     | Verfolgung (12,5 km)                                    | Frédéric Jean                                           | Alexandre Aubert                                        | Roland Zwahlen                                          |
| 18. März 2006 (Sa.)                                     | Massenstart (12,5 km)                                   | Frédéric Jean                                           | Lionel Grebot                                           | Sergio Bonaldi                                          |

### Gesamtwertung
Nach 17 von 17 Rennen
| Platz | Sportler             | Land       | Punkte |
| ----- | -------------------- | ---------- | ------ |
| 1     | Dmitri Jaroschenko   | Russland   | 410    |
| 2     | Loïs Habert          | Frankreich | 279    |
| 3     | Sergio Bonaldi       | Italien    | 258    |
| 4     | Hans-Peter Foidl     | Österreich | 254    |
| 5     | Anstein Mykland      | Norwegen   | 240    |
| 6     | Hans Martin Gjedrem  | Norwegen   | 238    |
| 7     | Frédéric Jean        | Frankreich | 234    |
| 8     | Jon Kristian Svaland | Norwegen   | 224    |
| 9     | Vincent Porret       | Frankreich | 221    |
| 10    | Alexei Solowjow      | Russland   | 190    |